# Josafata Hordashevska
Michalina Hordaszewska (Leópolis, 20 de noviembre de 1869 - Červonohrad, 7 de abril de 1919), más conocida por su nombre religioso Josafata Hordashevska, fue una religiosa greco-católica ucraniana, fundadora de la Congregación de las Siervas de María Inmaculada. Es venerada como beata en la Iglesia católica, cuya memoria celebra el 25 de marzo.

## Biografía
Michalina Hordaszewska nació en Leópolis (Ucrania), en el seno de una familia greco-católica. De joven, renunció a los estudios para trabajar y ayudar económicamente a su familia. Al conocer al misionero basiliano Jeremías Lomnitski, decidió consagrar su vida a la oración y a la penitencia. Hizo voto de castidad a los 20 años de edad. Inicialmente quiso ingresar al monasterio de las monjas basilianas de Leópolis, pero decidió colaborar con Lomnitski en la fundación de un nuevo instituto religioso, la Congregación de las Siervas de María Inmaculada, para la atención de los enfermos, los hijos de los campesinos y los pobres. En 1892 profesó sus votos perpetuos y tomó el nombre de Josafata, en honor al santo mártir greco-católico Josafat Kuncewicz. Murió en Červonohrad, a causa de una tuberculosis, el 7 de abril de 1919.

## Culto
La fase romana del proceso de beatificación de Josafata Hordaševska inició en 1996. Fue declarada venerable por el papa Juan Pablo II el 6 de abril de 1998 y beatificada por el mismo pontífice el 27 de junio de 2001. El Martirologio romano hace su elogio el 7 de abril, día en el que la Iglesia católica celebra su memoria. Es venerada especialmente por las siervas de María Inmaculada y en la Iglesia greco-católica ucraniana.